# Alessandro Sagnotti
Alessandro Sagnotti (Roma, 30 gennaio 1913 – Roma, 25 ottobre 2004) è stato un militare italiano è stato un ufficiale dell'esercito italiano, reduce della seconda guerra mondiale.

## Biografia
Nato a Roma il 30 gennaio del 1913, si laurea nel 1936 in Economia e Commercio. Negli stessi anni frequenta la scuola allievi ufficiali di complemento fino al grado di sottotenente.

### Carriera militare
Nell'agosto del 1940 è richiamato a Tripoli, in Libia, a comando del II gruppo del 26º reggimento di artiglieria della 17ª divisione Pavia, che condurrà come tenente nelle alterne vicende della Campagna del Nord Africa nei successivi due anni.
Per la sua conoscenza del tedesco viene scelto dal generale Erwin Rommel come ufficiale di collegamento tra l'armata dell'Afrika Korps e le truppe italiane. Nel giugno del 1941, essendo venuti a mancare gli ufficiali in capo, è alla guida del suo reggimento nell'Assedio di Tobruk che si protrae fino a novembre, quando, a seguito della controffensiva inglese (l'Operazione Crusader), le divisioni italo-tedesche ripiegano in Cirenaica.
Riorganizzate le truppe, collabora con Rommel nell'offensiva italo-tedesca del 1942: il 21 gennaio viene ripresa Agedabia, in febbraio Bengasi. In aprile la linea del fronte avanza fino a Ain El-Gazala da cui dopo la Battaglia di al Gazala il 21 giugno entra con il 26º reggimento Pavia a Tobruk riconquistata. L'avanzata prosegue fino a Marsa-Matruk il 27 giugno e, ridislocati a supporto della Divisione Paracadutisti Folgore sul saliente di Ruwesait, i reggimenti della 17ª Divisione Pavia partecipano come prima linea alle battaglie di El Alamein.
Pochi giorni prima della battaglia del 14-15 luglio 1942 presso El Alamein, a causa delle ferite di guerra riportate nel corso dei combattimenti, Sagnotti è congedato con il grado di capitano per i meriti sul campo e ritorna fortunosamente a Roma con un bimotore danneggiato da un precedente atterraggio di emergenza. La quasi totalità degli uomini della 17ª Divisione Pavia, accerchiati nel novembre del 1942, perisce nella battaglia successiva, i restanti vengono fatti prigionieri da una divisione neozelandese.

Alessandro Sagnotti, dirigente del Ministero dell'Agricoltura e delle Foreste nel dopoguerra

### Dopoguerra
Negli anni successivi alla fine della seconda guerra mondiale entra con funzioni dirigenziali nel Ministero dell'Alimentazione (diventato poi Ministero dell'Agricoltura e delle Foreste e in seguito Ministero delle politiche agricole alimentari e forestali), ricoprendo infine il ruolo di dirigente generale.